# Маркиан, Никандр, Иперехий, Аполлон, Леонид, Арий, Горгий, Селиний, Ириний и Памвлг
Маркиан, Никандр, Иперехий, Аполлон, Леонид Египетский, Арий, Горгий, Селиний, Ириний и Памвлг — христианские мученики IV века.
Мученики Леонид, Маркиан, Никандр и другие жили в Египте. Они жестоко пострадали за Христа при императоре Максимиане и скончались в темнице от жажды и голода.
День памяти: 18 июня.